# Hudson Yards (stedenbouwkundig project)
Hudson Yards is een stedenbouwkundig project in de wijken Chelsea en Hudson Yards van Manhattan, New York. Het is de grootste private vastgoedontwikkeling van de Verenigde Staten naar oppervlakte. Bij oplevering zullen 13 van de 16 geplande gebouwen in West Side van Midtown South gebouwd zijn op een overkluizing van West Side Yard, een rangeerterrein van Long Island Rail Road. De eerste fase, van het uit twee fases bestaande project, werd geopend in 2019. De eerste fase bestaat een publieke groen voorziening en acht gebouwen die woningen, een hotel, kantoren, een winkelcentrum en een culture ruimte bevatten. De tweede fase, waarvan de bouw anno februari 2020 nog niet is begonnen, zal bestaan uit woningen, een kantoorgebouw en een school.
Related Companies en Oxford Properties zijn de primaire ontwikkelaars en groot aandeelhouders binnen het project. Related en Oxford hebben samen met een tal van andere investeerders, de constructie van Hudson Yards bekostigd vanuit financieel kapitaal, waaronder buitenlandse investeerders via het EB-5 investment program. Mitsui Fudosan heeft een aandeel van 92.09% in 55 Hudson Yards, en een aandeel van 90% in 50 Hudson Yards. Het architectenbureau Kohn Pedersen Fox ontwierp het master plan van het gebied. Hiernaast droegen architecten zoals Skidmore, Owings, & Merrill, Thomas Heatherwick, Foster + Partners, Roche-Dinkeloo en Diller Scofidio + Renfro ontwerpen bij voor individuele gebouwen. groot huurders van kantoorruimte zijn of zullen zijn modebedrijf Tapestry, adviesbureau BCG en Sidewalk Labs, een dochtermaatschappij van Alphabet Inc.
Het gebied waar Hudson Yards is gelegen was in eerste instantie bedoeld voor andere ontwikkelingen, meest noemenswaardig is het plan uit de vroege 2000's als de locatie voor het West Side Stadium, dat onderdeel uitmaakte van het bid van New York voor de 2012 Olympische Zomerspelen, deze zomerspelen gingen echter naar Londen en het stadium werd nooit gebouwd. De plannen voor Hudson Yards werden ontwikkeld na het het mislukte bid. Constructie van Hudson Yards begon in 2012 en de eerste fase werd op 15 maart 2019 geopend. Beide fases zijn naar verwachting in 2024 afgerond. Afspraken tussen verschillende entiteiten waaronder de lokale regering, de Metropolitan Transportation Authority (MTA) en de staat New York maakte de ontwikkeling van Hudson Yards mogelijk.
De speciale zonering voor Hudson Yards (een gebied ruwweg tussen 30th Street in het zuiden, 41st Street in het noorden, 11th Avenue in het westen en Eighth Avenue in het oosten) stimuleerde de bouw van andere grote bouwprojecten. Zo grenst Hudson Yards aan Manhattan West, 3 Hudson Boulevard, en The Spiral maar staat het los van deze projecten.

## Geschiedenis

### Eerdere bouwvoorstellen
Verschillende ontwikkelaars en andere entiteiten stelde in de 20ste eeuw al het gebruik van het rangeerterrein voor. In 1956, William Zeckendorf opperde de bouw van de "Freedom Tower", which would have risen 533,4 meter, waardoor het bij realisatie het hoogste gebouw ter wereld zou zijn geweest. Vervoer naar het nieuw complex zou verlopen via een lopende band vanuit het oostelijk gelegen Midtown. Zeckendorf kocht echter nooit de rechten, omdat hij niet in staat bleek om de financiering rond te krijgen, grootschalige speculatieve vastgoedprojecten waren toentertijd geen aanwinst voor institutionele investeerders en geldschieters en namen daar dan ook geen belangen in. De administratie van burgemeester Robert F. Wagner Jr. lanceerde in 1963 een ontwikkelingsplan voor het gebied met een kostenplaatje van US$ 670 miljoen, het project werd uiteindelijk nooit gerealiseerd.

## Fase I
Fase I, de oostelijke fase, bestaat uit twee kantoortorens gesitueerd aan Tenth Avenue, tussen deze torens bevindt zich een cultureelcentrum. Het is de bedoeling dat alle gebouwen uit fase I een LEED Gold certificatie behalen.

### Publiek plein

#### Vessel
Vessel, in de volksmond ook wel de Shoarma genoemd, is een permanente art installation ontworpen door Thomas Heatherwick. Heatherwick haalde inspiratie voor zijn ontwerp uit Indische waterputten, waarbij men met trappen het water bereikt. Stephen M. Ross stelt een gelijkenis vast met de Eiffeltoren. Vessel opende op 15 maart 2019

## Foto's

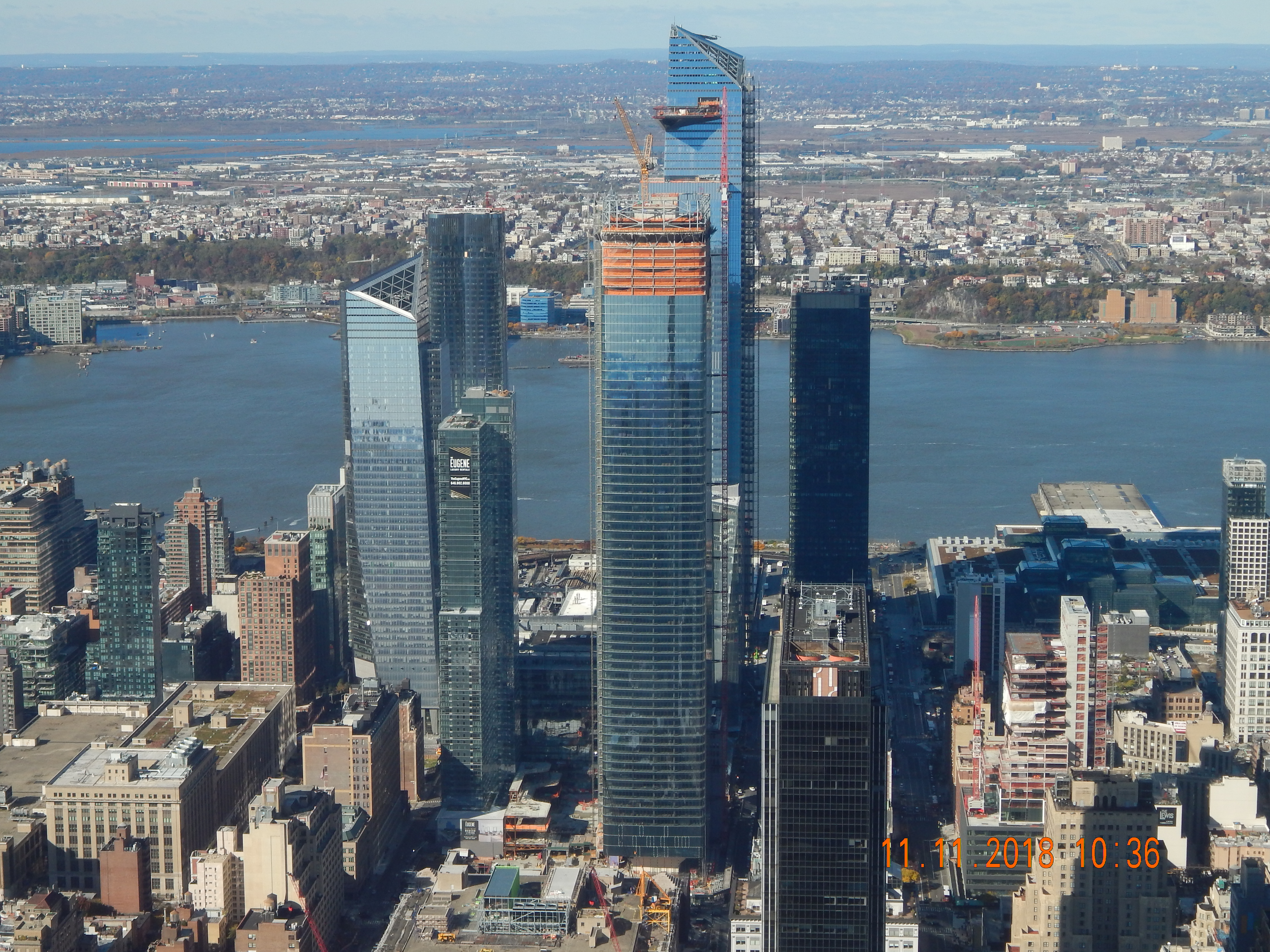
Hudson Yards gezien vanaf de 102de verdieping van het Empire State Building
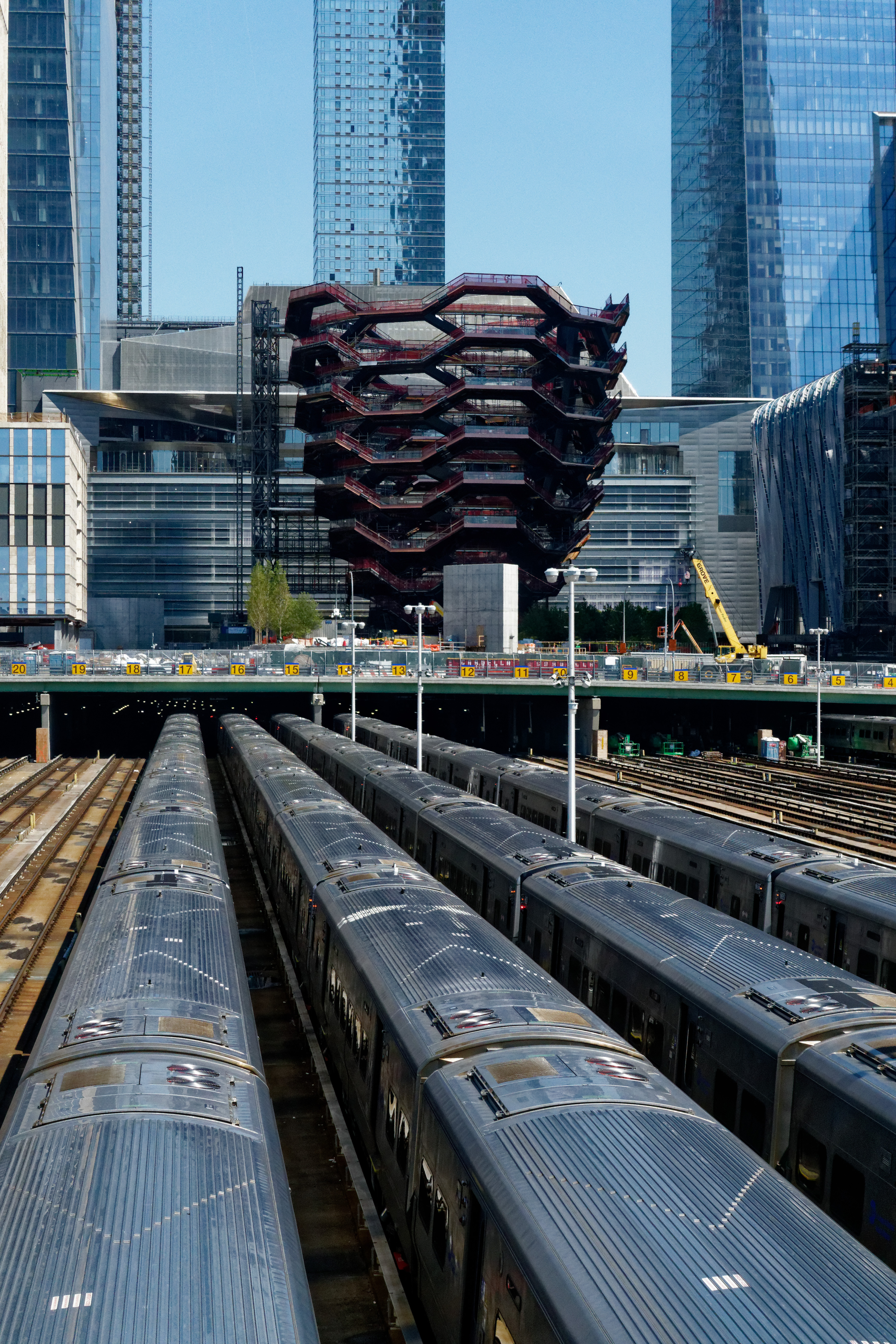
Aanzicht Hudson Yards Fase I (juni 2018)
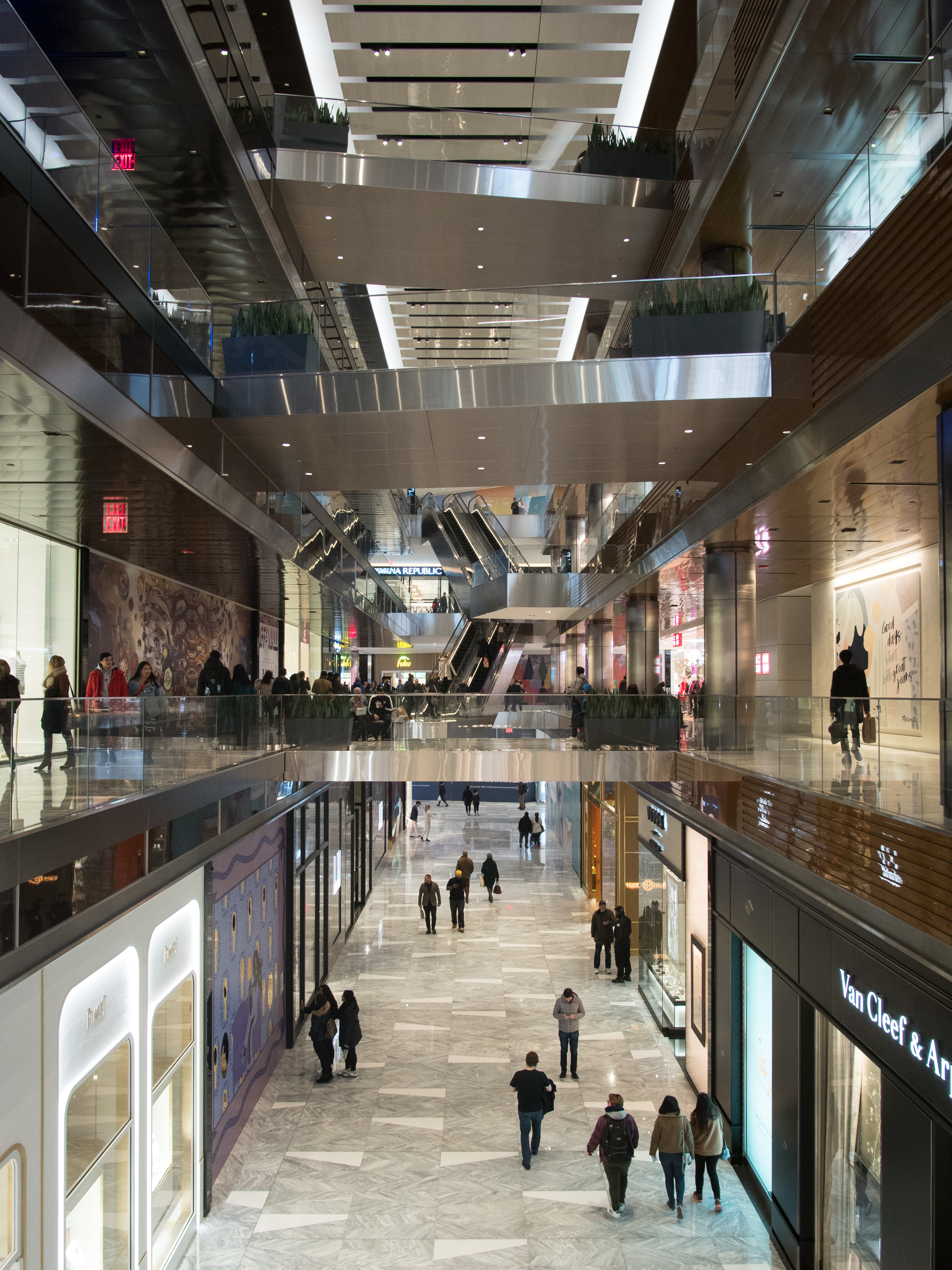
Het interieur van het winkelcentrum (maart 2019)
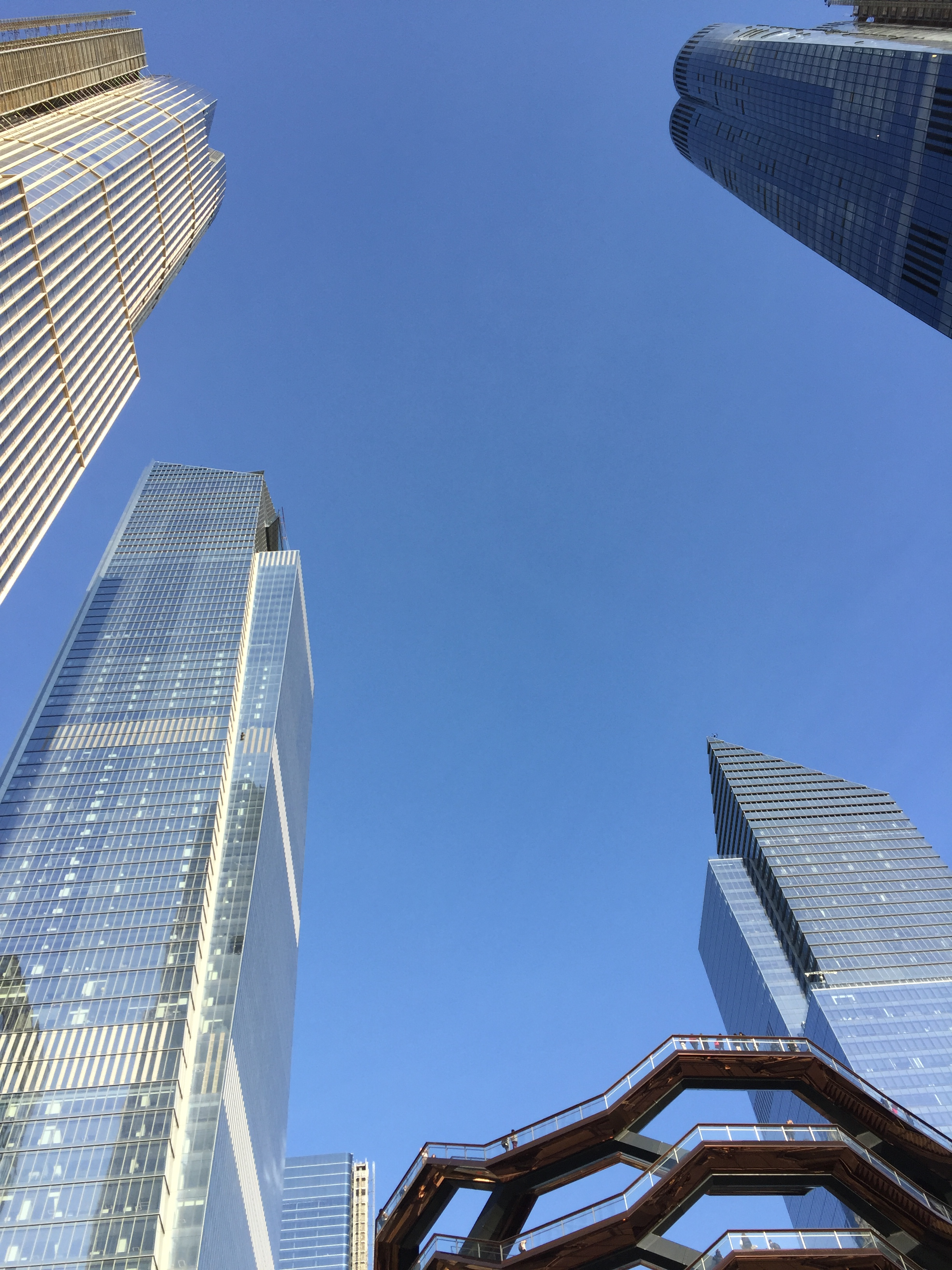
Uitzicht vanaf het plein (2019)
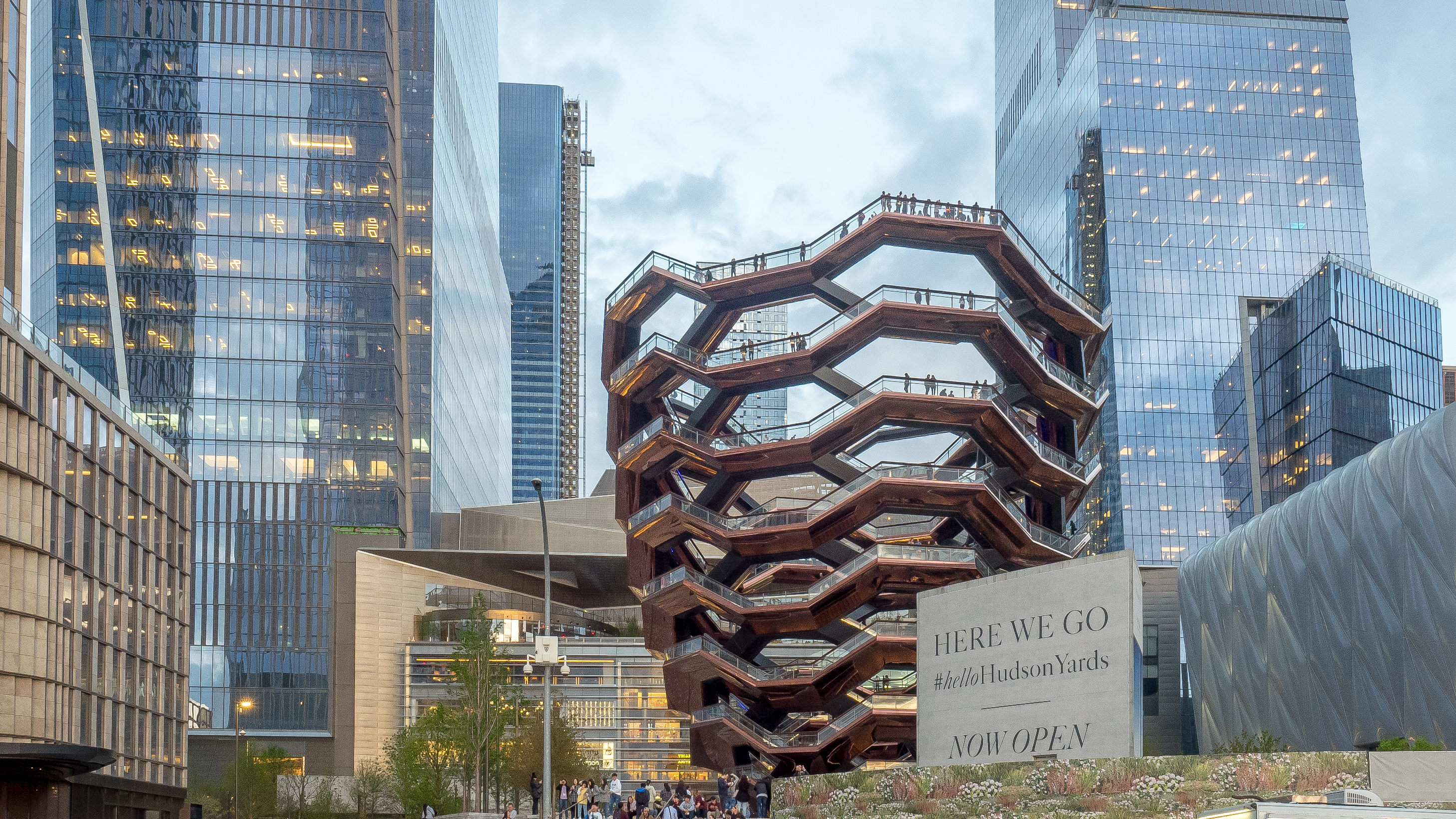
The Vessel (mei 2019)

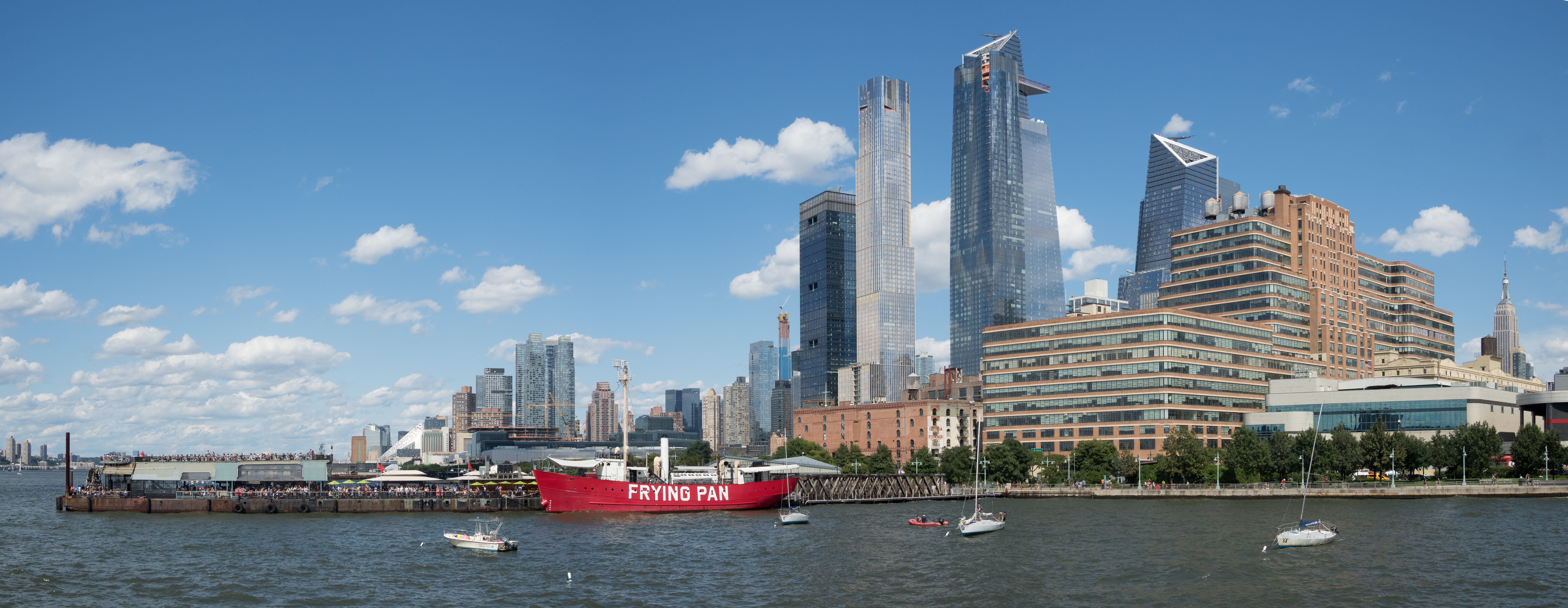
Aanzicht van Hudsons Yards vanaf de Hudson nabij North River Pier 66